# Brillo (óptica)

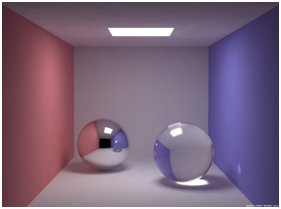
Brillo por reflexión de luz.

El brillo es una propiedad óptica que indica qué tan bien una superficie refleja la luz en una dirección especular (similar a un espejo). Es uno de los parámetros importantes que se utilizan para describir la apariencia visual de un objeto. Otras categorías de la apariencia visual que se relacionan con la percepción de la reflexión y transmisión regular o difusa de la luz, han sido han organizadas bajo el concepto de cesía en un sistema de ordenamiento con tres variables, que incluye el brillo entre los otros aspectos involucrados. 
Los factores que afectan el brillo son el índice de refracción del material, el ángulo de incidencia de la luz y la topografía de la superficie. 
El brillo aparente depende de la cantidad de reflexión especular (luz reflejada desde la superficie en igual cantidad y del ángulo simétrico al de la luz entrante) en comparación con la reflexión difusa, la cantidad de luz dispersada en otras didirecciones.

## Teoría

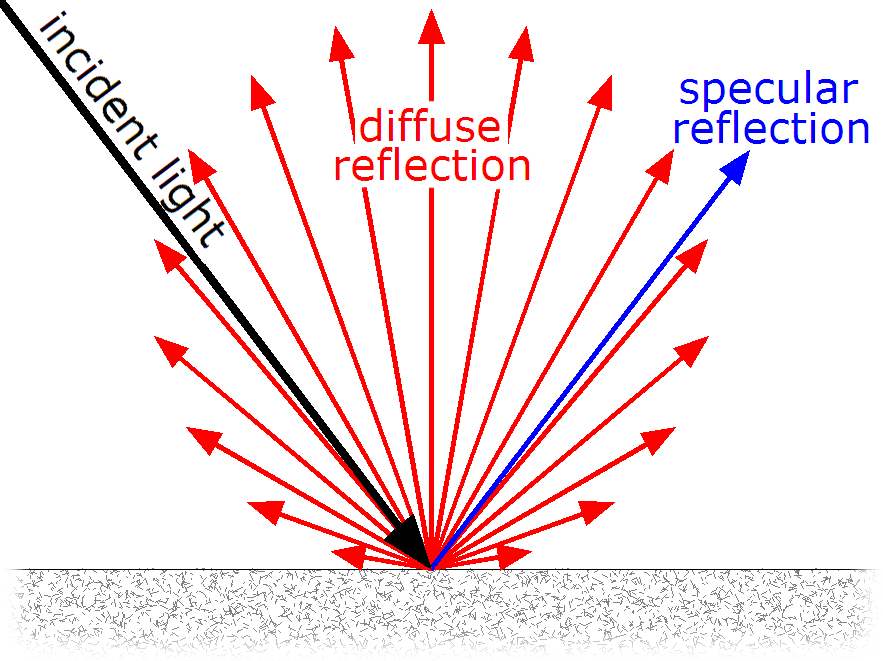
Reflexión especular y difusa

Cuando la luz ilumina un objeto, interactúa con él de varias formas:
- absorbida dentro de él (en gran parte responsable del color del objeto)
- transmitida a través de él (depende de la transparencia y opacidad de la superficie)
- dispersa desde o dentro de él (reflexión difusa, neblina y transmisión)
- reflejada especularmente  de él (brillo)

Las variaciones en la textura de la superficie influyen directamente en el nivel de reflexión especular. Los objetos con una superficie lisa, es decir, muy pulidos o que contienen recubrimientos con pigmentos finamente dispersos, aparecen brillantes a la vista debido a que una gran cantidad de luz se refleja en una dirección especular, mientras que las superficies rugosas no reflejan luz especular ya que la luz se dispersa en otras direcciones. Las cualidades de formación de imagen de estas superficies son mucho menores, lo que hace que los reflejos parezcan borrosos y distorsionados.
El tipo de material de sustrato también influye en el brillo de una superficie. Los materiales no metálicos, es decir, plásticos, etc., producen un mayor nivel de luz reflejada cuando se iluminan con un ángulo de iluminación mayor debido a que la luz se absorbe en el material o se dispersa de manera difusa según el color del material. Los metales no sufren este efecto produciendo mayores cantidades de reflexión en ningún ángulo.
La fórmula de Fresnel da la reflectancia especular, {\displaystyle R_{s}},  para una luz de intensidad no polarizada {\displaystyle I_{0}}, con ángulo de incidencia {\displaystyle i}, dando la intensidad del haz de intensidad reflejado especularmente {\displaystyle I_{r}}, mientras que el índice de refracción de la muestra de superficie es {\displaystyle m}.
La ecuación de Fresnel resulta ser : {\displaystyle R_{s}={\frac {I_{r}}{I_{0}}}}
{\displaystyle R_{s}={\frac {1}{2}}\left[\left({\frac {\cos i-{\sqrt {m^{2}-\sin ^{2}i}}}{\cos i+{\sqrt {m^{2}-\sin ^{2}i}}}}\right)^{2}+\left({\frac {m^{2}\cos i-{\sqrt {m^{2}-\sin ^{2}i}}}{m^{2}\cos i+{\sqrt {m^{2}-\sin ^{2}i}}}}\right)^{2}\right]}

### Rugosidad superficial

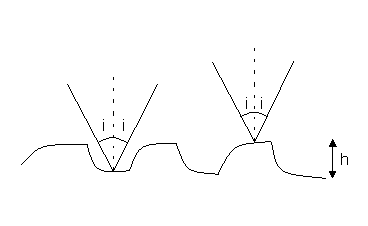
Figura 1:Reflexión especular de la luz de una superficie rugosa. (h: altura de la rugosidad).

La rugosidad de la superficie en un rango de micrómetros influye en los niveles de reflectancia especular. El diagrama de la derecha muestra la reflexión con un ángulo {\displaystyle i} sobre una superficie rugosa con una altura de rugosidad característica {\displaystyle h}. La diferencia de trayectoria entre los rayos reflejados desde la parte superior e inferior de las protuberancias de la superficie es:
{\displaystyle \Delta r=2h\cos i\;}
Cuando la longitud de onda de la luz es {\displaystyle \lambda }, la diferencia de fase es:
{\displaystyle \Delta \phi ={\frac {4\pi h\cos i}{\lambda }}\;}
Si {\displaystyle \Delta \phi \;} es pequeño, los dos haces (ver Figura 1) están casi en fase y, por lo tanto, la superficie de la muestra puede considerarse lisa. Pero cuando {\displaystyle \Delta \phi =\pi \;}, entonces los haces no están en fase y debido a la interferencia, se producirán cancelaciones entre sí. La baja intensidad de la luz reflejada de forma especular significa que la superficie es rugosa y dispersa la luz en otras direcciones. Si un criterio arbitrario para una superficie lisa es {\displaystyle \Delta \phi <{\frac {\pi }{2}}},  entonces la sustitución en la ecuación anterior producirá:
{\displaystyle h<{\frac {\lambda }{8\cos i}}\;}
Esta condición de superficie lisa se conoce como criterio de rugosidad de Rayleigh.

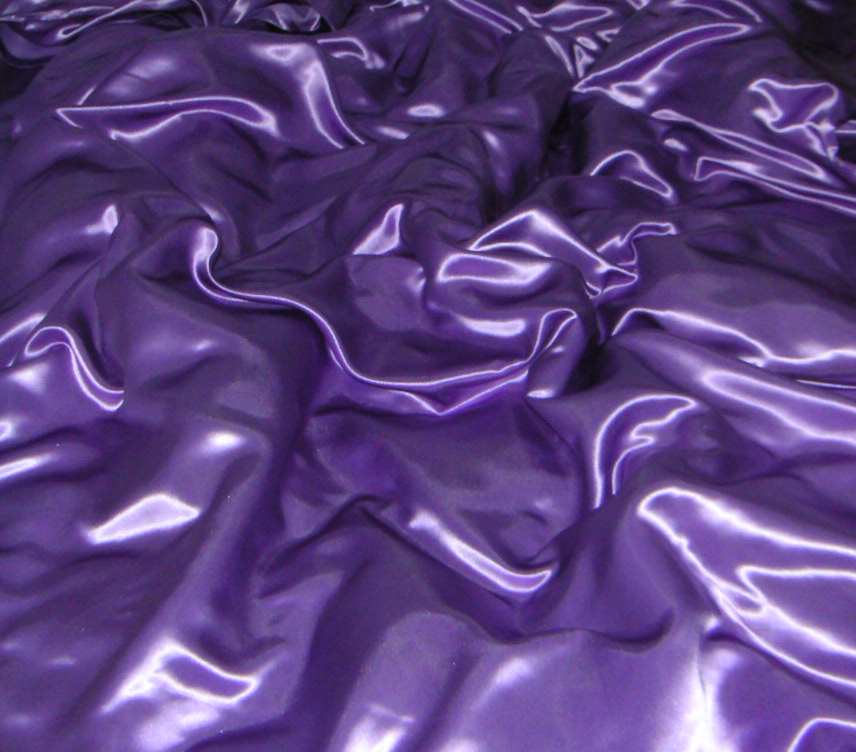
Tejido brillante: sábana de satén morado.

## Historia
Los primeros estudios sobre la percepción del brillo se atribuyen a Ingersoll, quien en 1914 examinó el efecto del brillo en el papel. Al medir cuantitativamente el brillo utilizando instrumentación, Ingersoll basó su investigación en la teoría de que la luz está polarizada en la reflexión especular, mientras que la luz reflejada de forma difusa no está polarizada. El “glarímetro” de Ingersoll tenía una geometría especular con ángulos de incidencia y de visión de 57,5°. Usando esta configuración, se midió el brillo usando un método de contraste que restaba el componente especular de la reflectancia total usando un filtro polarizador.
En su trabajo de la década de 1930 de AH Pfund, sugirió que aunque el brillo especular es la evidencia básica (objetiva) del brillo, la apariencia brillante de la superficie real (subjetiva) se relaciona con el contraste entre el brillo especular y la luz difusa del área de la superficie circundante ( ahora llamado "brillo de contraste" o "lustre").
Si se comparan visualmente superficies en blanco y negro con el mismo brillo, la superficie negra siempre aparecerá más brillante debido al mayor contraste entre la iluminación especular y el entorno negro en comparación con la superficie y el entorno blancos. Pfund también fue el primero en sugerir que se necesitaba más de un método para analizar el brillo correctamente.
En 1937, Hunter, como parte de su artículo de investigación sobre el brillo, describió seis criterios visuales diferentes atribuidos al brillo aparente. Los siguientes diagramas muestran las relaciones entre un haz de luz incidente, I, un haz reflejado especularmente, S, un haz reflejado difusamente, D y un haz reflejado casi especularmente, B.
- Brillo especular: el brillo percibido y el brillo de los reflejos

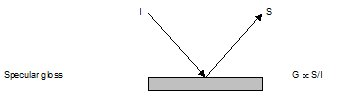
Brillo especular

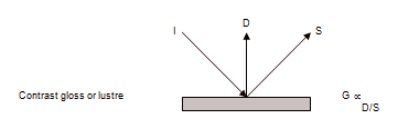
Brillo de contraste

Definido como la relación de la luz reflejada desde una superficie en un ángulo igual pero opuesto al incidente en la superficie.
- Lustre: el brillo percibido en ángulos de incidencia bajos

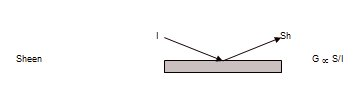
Lustre

Definido como el brillo en ángulos rasantes de incidencia y visión.
- Brillo de contraste: el brillo percibido de áreas que se reflejan de manera especular y difusa

Definido como la relación entre la luz reflejada de forma especular y la normal a la superficie reflejada de forma difusa;
- Ausencia de floración: la nubosidad percibida en los reflejos cerca de la dirección especular.

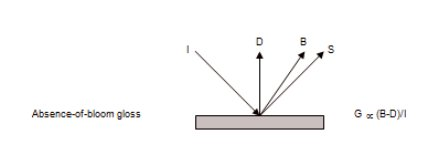
Ausencia de resplandecimiento

Definido como una medida de la ausencia de neblina o una apariencia lechosa adyacente a la luz reflejada de forma especular: la neblina es la inversa de la ausencia del resplandecimiento.
- Distinción del brillo de la imagen: identificado por la distinción de las imágenes reflejadas en las superficies

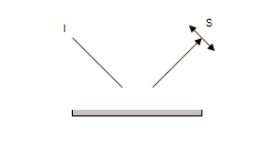
Distinción del brillo de la imagen

 definido como la nitidez de la luz reflejada de forma especular
- Brillo de la textura de la superficie: identificado por la falta de textura de la superficie y las imperfecciones de la superficie.

Definido como la uniformidad de la superficie en términos de textura visible y defectos (piel de naranja, rayones, inclusiones, etc.)
Por tanto, una superficie puede parecer muy brillante si tiene una reflectancia especular bien definida en el ángulo especular. La percepción de una imagen reflejada en la superficie puede degradarse al parecer poco nítida o al parecer con poco contraste. El primero se caracteriza por la medición de la distinción de la imagen y el segundo por la bruma o brillo de contraste.

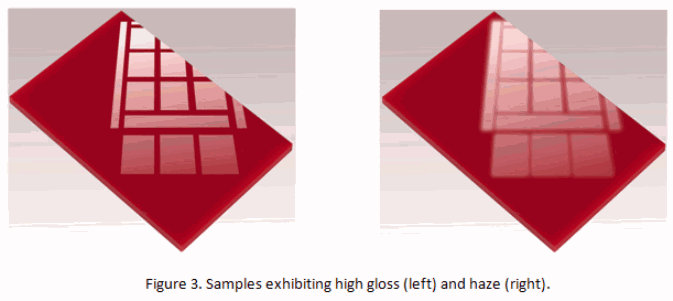
Muestras de brillo

En su artículo, Hunter también señaló la importancia de tres factores principales en la medición del brillo:
- La cantidad de luz reflejada en la dirección especular.
- La cantidad y la forma en que la luz se distribuye alrededor de la dirección especular.
- El cambio en la reflexión especular a medida que cambia el ángulo especular

Para su investigación usó un medidor de brillo con un ángulo especular de 45° al igual que la mayoría de los primeros métodos fotoeléctricos de ese tipo, sin embargo, estudios posteriores de Hunter y Judd en 1939, en un mayor número de muestras pintadas, concluyeron que el La geometría de 60° fue el mejor ángulo a utilizar para proporcionar la correlación más cercana a una observación visual.

## Medida de brillo estándar
La estandarización en la medición del brillo fue liderada por Hunter y la ASTM (Sociedad Americana para Pruebas y Materiales) que produjeron el método de prueba estándar ASTM D523 para brillo especular en 1939. Este incorporó un método para medir el brillo en un ángulo especular de 60°. Las ediciones posteriores de la Norma (1951) incluyeron métodos para medir a 20° para evaluar acabados de alto brillo, desarrollados en DuPont Company (Horning y Morse, 1947) y 85° (para superficies mate o de bajo brillo).
ASTM tiene una serie de otras normas relacionadas con el brillo diseñadas para su aplicación en industrias específicas, incluido el antiguo método de 45° que se usa principalmente ahora para cerámica vidriada, polietileno y otras películas plásticas.
En 1937, la industria del papel adoptó un método de brillo especular de 75° porque el ángulo proporcionaba la mejor separación de los papeles estucados para libros. Este método fue adoptado en 1951 por la Technical Association of Pulp and Paper Industries de EE. UU. (Asociación Técnica de Industrias de Pulpa y Papel) como Método TAPPI T480.
En la industria de la pintura, las mediciones del brillo especular se realizan de acuerdo con la Norma Internacional ISO 2813 (BS 3900, Parte 5, Reino Unido; DIN 67530, Alemania; NFT 30-064, Francia; AS 1580, Australia; JIS Z8741, Japón, son también equivalentes). Esta norma es esencialmente la misma que la ASTM D523, aunque está redactada de manera diferente.
Los estudios de superficies de metal pulido y molduras automotrices de aluminio anodizado en la década de 1960 por Tingle, Potter y George llevaron a la estandarización de la medición del brillo de superficies de alto brillo por goniofotometría bajo la designación ASTM E430. En esta norma también definió métodos para la medición de la distinción del brillo de la imagen y la neblina de reflexión.

### Índice de brillo
El término inglés gloss a menudo designa un índice de brillo de un barniz en las aplicaciones de barnices y pinturas en los campos de muebles y automóviles .
Cuanto mayor sea el índice, más brillante será el barniz. Generalmente se clasifican de la siguiente manera:
- plano (ultra mate): 1-9% brillo
- mate: 10-19% brillo
- cáscara de huevo: 20-29% brillo
- satinado: 30-45% brillo
- semibrillante: 46-69% brillo
- brillo: 70-89% brillo

Esta clasificación cambia según los fabricantes y los ángulos de medición por un brillómetro. Esto también varía el color de la pintura o la tonalidad del barniz.
El término también se utiliza para el papel destinado a la impresión o la fotografía.

## Artes gráficas
En la pintura artística, al igual que en la impresión fotográfica, la superficie brillante y lisa permite trabajos más precisos y colores profundos, con el inconveniente de que la superficie pulida refleja las fuentes de luz, lo que resulta perturbador cuando la iluminación está mal colocada.
En pintura artística, utilizamos el término brillante en lugar de brillante para describir la apariencia de una pintura o un toque en lugar de la apariencia mate. La pintura al óleo fina suele ser brillante.

## Clasificación de brillo

### Para revestimientos de pintura
Una medición objetiva del brillo de la pintura y otras superficies, como la superficie de polímeros y revestimientos de polímeros, se lleva a cabo utilizando un medidor de brillo fotoeléctrico. Este dispositivo determina la proporción de luz reflejada en comparación con un estándar de cuarzo o vidrio pulido negro, cuyo brillo se toma condicionalmente como 100% o 100 unidades.
| Grado de brillo | Límites         | Límites         |
| Grado de brillo | límite inferior | límite superior |
| --------------- | --------------- | --------------- |
| Mate profundo   | 0               | 3               |
| Mate            | 4               | 19              |
| Semi-mate       | 20              | 36              |
| Semi-brillante  | 37              | 49              |
| Lustroso        | 50              | 59              |
| Alto brillo     | 59              | 100             |

### Para minerales
En mineralogía, el brillo de los minerales se clasifica cualitativamente por las siguientes características:
- Brillo de vidrio: característico de sustancias con un índice de refracción bajo. Por ejemplo, cuarzo, calcita, feldespato, fluorita, etc. El brillo es similar al del vidrio.
- Brillo metálico: observado en metales nativos, pero algunos minerales con conductividad eléctrica relativamente baja  como pirita, calcopirita , galena, también tienen un brillo metálico similar al brillo de un metal, debido a la presencia de electrones relativamente libres en la red cristalina de estas sustancias.
- Brillo semimetálico - opaco, metálico. Los ejemplos son grafito y el  yodo cristalino.
- Brillo del diamante: parece un brillo vítreo brillante, característico de los minerales con un alto índice de refracción. Algunos ejemplos son el diamante , la esfalerita, el rutilio, el circonio.
- Brillo aceitoso - no brillante, no muy perceptible. Parece un brillo de grasa, manteca de cerdo. Un ejemplo es el azufre nativo.

#### Tipos especiales de brillo
- Nacarado, de aspecto variado. Un ejemplo es la mica.
- Sedoso. Brillo de fibras cristalinas filamentosas. Los ejemplos son selenita, asbesto.
- Mate: casi sin brillo, como la tiza.